# アエトラ (小惑星)
アエトラ (132 Aethra) は、近日点が火星の遠日点より内側に位置する、離心率の大きな軌道を持つ小惑星で、1873年6月13日にアメリカ合衆国の天文学者、ジェームズ・クレイグ・ワトソンにより発見された。最初に見つかった火星横断小惑星である。光度曲線が変化することより、いびつな形をしていると推測されている。ギリシア神話に登場するテセウスの母アイトレのラテン語表記にちなんで命名された。
2004年に日本でアエトラによる掩蔽が観測された。